# Campeonato Mundial de Sudoku

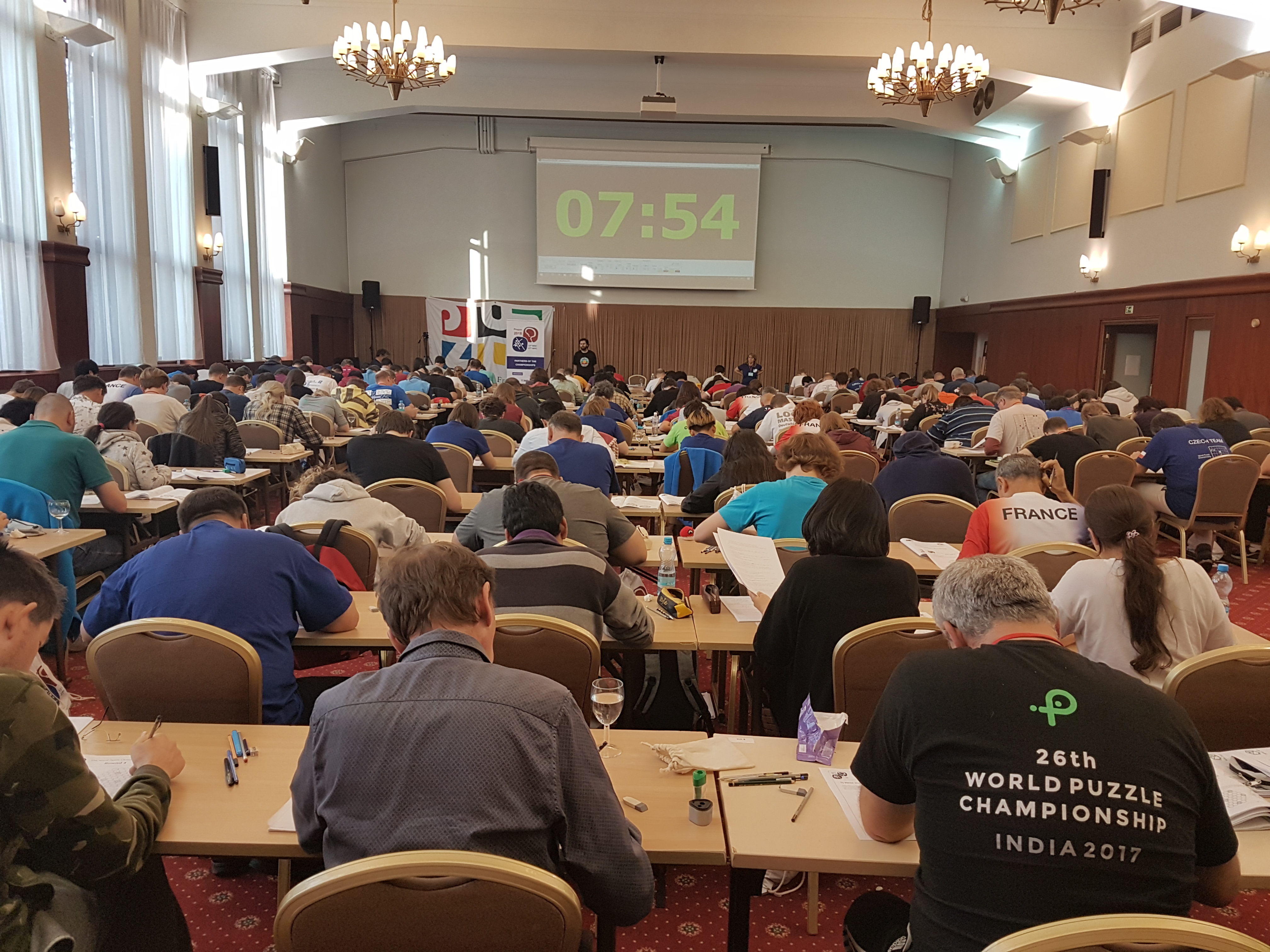
Campeonato Mundial de Sudoku 2018.

El Campeonato Mundial de Sudoku es un concurso internacional anual de sudoku organizado por un miembro de la Federación Mundial de Puzle. El primero se celebró en la localidad italiana de Lucca en 2006. Los países que participan en este primer torneo son Austria, Bélgica, Dinamarca, Estonia, Filipinas, Francia, Alemania, Estados Unidos, Japón, India, Italia, Países Bajos, Polonia, Reino Unido, República Checa, Serbia y Montenegro, Eslovaquia, Suiza, Turquía, Hungría y Venezuela.
El concurso consiste típicamente en resolver 50 o más sudoku por todos los competidores a través de múltiples rondas de tiempo, incluyendo los clásicos sudoku y variaciones, seguido de una segunda fase para los primeros clasificados para determinar un campeón. 
De los 9 campeonatos celebrados hasta ahora, Thomas Snyder de EE. UU. (2007, 2008 y 2011) y Jan Mrozowski de Polonia (2009, 2010 y 2012) han sido los ganadores de más éxito con tres títulos individuales cada uno, los siguen Kota Morinishi de Japón (2014); y Jana Tylova de República Checa (2006), que ganó el primer campeonato individual.
Desde 2007 se ha producido también una competición por equipos. Japón es el equipo más exitoso, habiendo añadido el título conseguido en el año 2014 a los que ganó en 2007 y 2012; Alemania ganó este título en dos ocasiones (2010 y 2011); República Checa (2008), Eslovaquia (2009) y de China (2013) también ganaron un título cada uno.
A partir de 2011, el evento se ha celebrado junto con el Campeonato Mundial de Puzle.
El Campeonato del 2014 se celebró en Londres, Reino Unido.

## Resumen de resultados
| Año  | Lugar      | Ciudad          | Individual     | Individual      | Individual                                    | Equipo          | Equipo          | Equipo          |
| Año  | Lugar      | Ciudad          | Oro            | Plata           | Bronce                                        | Oro             | Plata           | Bronce          |
| ---- | ---------- | --------------- | -------------- | --------------- | --------------------------------------------- | --------------- | --------------- | --------------- |
| 2014 | Londres    | Reino Unido     | Kota Morinishi | Tiit Vunk       | Bastien-Vial Jaime Jakub Ondroušek (empatado) | Japón           | Alemania        | China           |
| 2013 | Pekín      | China           | Jin Ce         | Kota Morinishi  | Jacob Ondrousek                               | China           | República Checa | Japón           |
| 2012 | Kraljevica | Croacia         | Jan Mrozowski  | Kota Morinishi  | Hideaki Jo                                    | Japón           | República Checa | China           |
| 2011 | Eger       | Hungría         | Thomas Snyder  | Kota Morinishi  | Tiit Vunk                                     | Alemania        | República Checa | Estados Unidos  |
| 2010 | Filadelfia | Estados Unidos  | Jan Mrozowski  | Jakub Ondrousek | Hideaki Jo                                    | Alemania        | República Checa | Japón           |
| 2009 | Žilina     | Eslovaquia      | Jan Mrozowski  | Branko Ceranic  | Robert Babilon                                | Eslovaquia      | República Checa | Serbia          |
| 2008 | Goa        | India           | Thomas Snyder  | Yuhei Kusui     | Jakub Ondrousek                               | República Checa | Japón           | Alemania        |
| 2007 | Praga      | República Checa | Thomas Snyder  | Yuhei Kusui     | Peter Hudak                                   | Japón           | Estados Unidos  | República Checa |
| 2006 | Lucca      | Italia          | Jana Tylova    | Thomas Snyder   | Wei-Hwa Huang                                 | -               | -               | -               |